# فلوئوروپلیمر

فرمول شیمیایی فلوئوروپلیمر

فلوئوروپلیمرها (به انگلیسی: Fluoropolymer) نوعی از پلیمر‌ها می‌باشند که حاوی اتم‌های فلوئور می‌باشد. این نوع پلیمرها در مقابل اسیدها و بازها دارای مقاومت زیادی می‌باشد.
شرکت دوپونت ایالات متحده مخترع این نوع پلیمر می‌باشد و تفلون‌ها (شامل PTFE, PFA و بسیاری موارد دیگر) نمونه اصلی این پلیمرها می‌باشد.
مزیت اصلی این پلیمرها اصطکاک بسیار پایین آن‌ها می‌باشد. از این ترکیبات در ساخت ظروف نچسب استفاده میشود.